# Рай (пещера)
Пещера Рай (пол. Jaskinia Raj) — известняковая карстовая пещера, расположенная в Хенцинах (Свентокшиские горы) в Свентокшиском воеводстве на территории природного заповедника Пещера Рай в 11 км к юго-западу от Кельце. Отличается исключительно богатыми, разнообразными и хорошо сохранившимися натёчными образованиями; наряду с Медвежьей пещерой в Судетах принадлежит к числу уникальных карстовых объектов в Польше. Открыта для посещения туристами.

## Общая информация

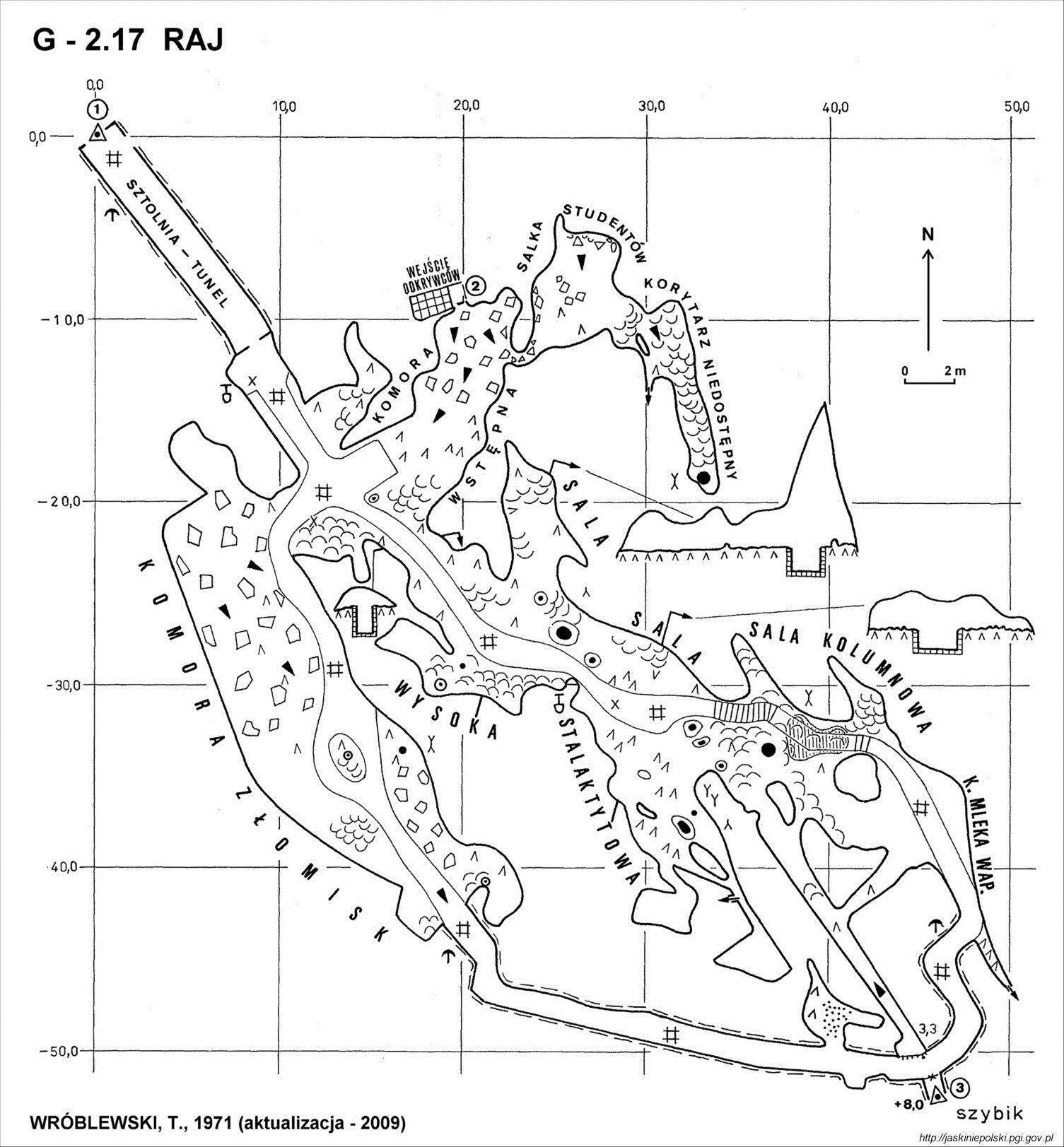
План пещеры

Пещера Рай расположена в пределах девонского известнякового обнажения, которое образует небольшой холм под названием Малик (также Молик, Малек), примерно 270 м над уровнем моря. Упомянутый холм расположен в Болеховицком хребте, который является северным крылом Галензицко-Болеховицкой синклинали. Это небольшая пещера, общая длина её коридоров составляет 240 метров. Протяжённость экскурсионного маршрута 180 м; экскурсия длится около 45 минут. Имеется электрическое освещение. Экскурсии проводятся под руководством гида в группах до 15 человек. Пещеру можно посетить с 15 января по 15 ноября; по понедельникам, на Пасху, 31 августа и 1 ноября пещера закрыта.
Вход в пещеру Рай осуществляется через входной павильон, в котором расположены билетные кассы, кафе и небольшой музей. В экспозиции музея представлены геологические, исторические, а также археологические и палеонтологические находки, обнаруженные во время исследования пещеры группами учёных.
До пещеры ведёт искусственно вырытый проход длиной 21 метр. Внутри пещеры постоянная температура около 9 °C, влажность воздуха около 95 %. Маршрут ведёт через Вводную камеру, Зломискую камеру, а затем через ещё один вырытый проход в Колонный зал. После пересечения моста маршрут проходит через Сталактитовый зал, который наиболее богат сталактитами, через Высокий зал и Вводную камеру к музейному павильону и выходу. В самой пещере можно увидеть различные формы натёчных образований, иногда с оригинальными очертаниями, такие как сталактиты, сталагмиты, колонны, драпировки, пещерный жемчуг, натёчные чаши, озёра и «рисовые поля». Общее количество: 47 518 форм натёчных образований, в том числе 47 173 сталактита. Самый высокий сталагмит имеет высоту 77 см, а самый толстый имеет окружность основания 6,27 м. Самая высокая натёчная колонна (сталагнат) имеет высоту 1,95 м.
В зимний сезон пещера Рай является местом спячки летучих мышей, в основном большой ночницы. Здесь зарегистрировано 9 видов этих летающих млекопитающих.
Рядом с пещерой проходит красный туристический маршрут от Хенцин до Кельце. В 2014 году пещеру Рай посетили 94 000 человек по сравнению с 95 118 в 2013 году. Первоначально пещера находилась в ведении Воеводского центра спорта, туризма и отдыха, а в настоящее время ею управляет туристическое предприятие Лысогуры.

## История

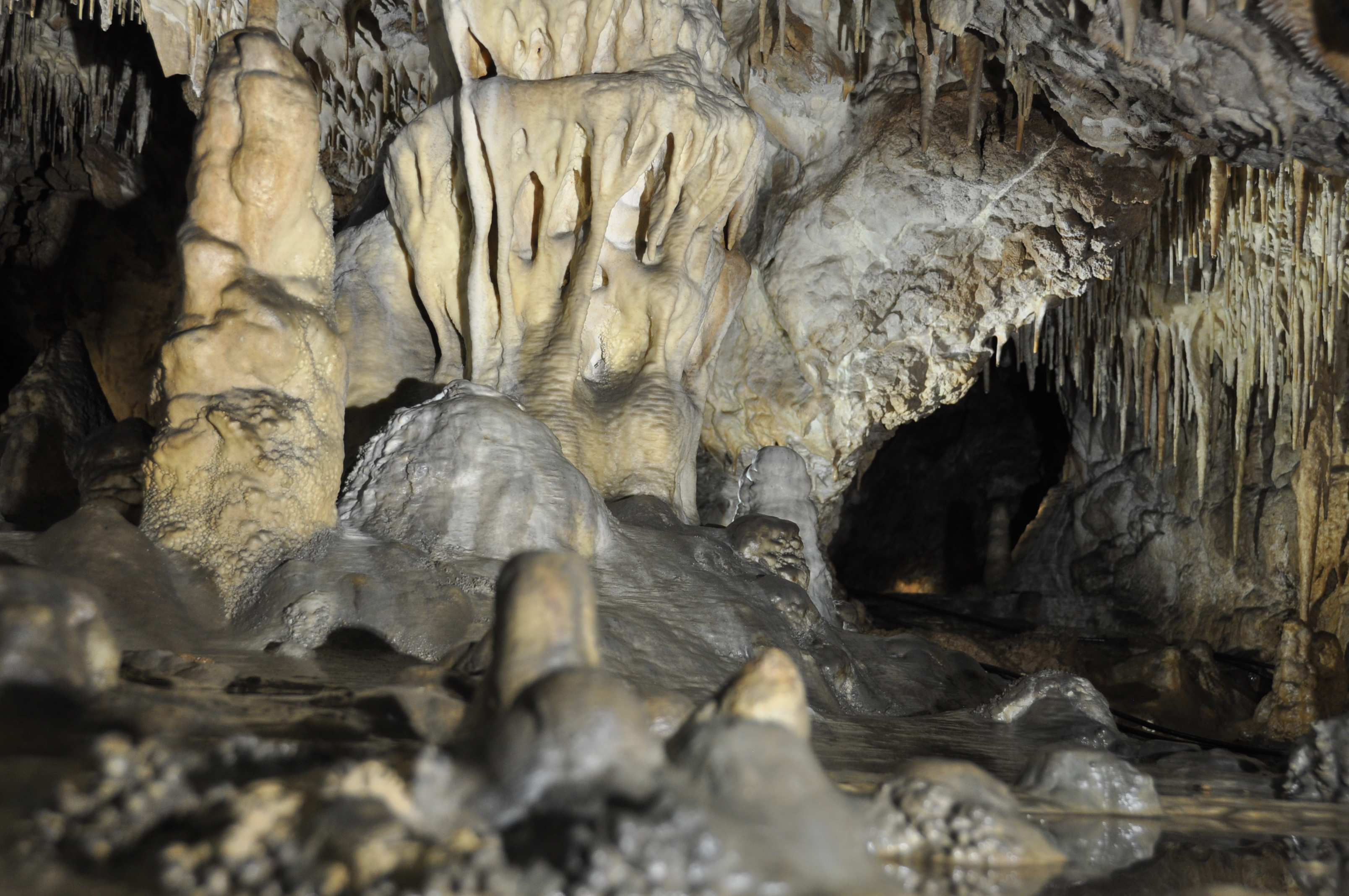
Натёчные образования в пещере

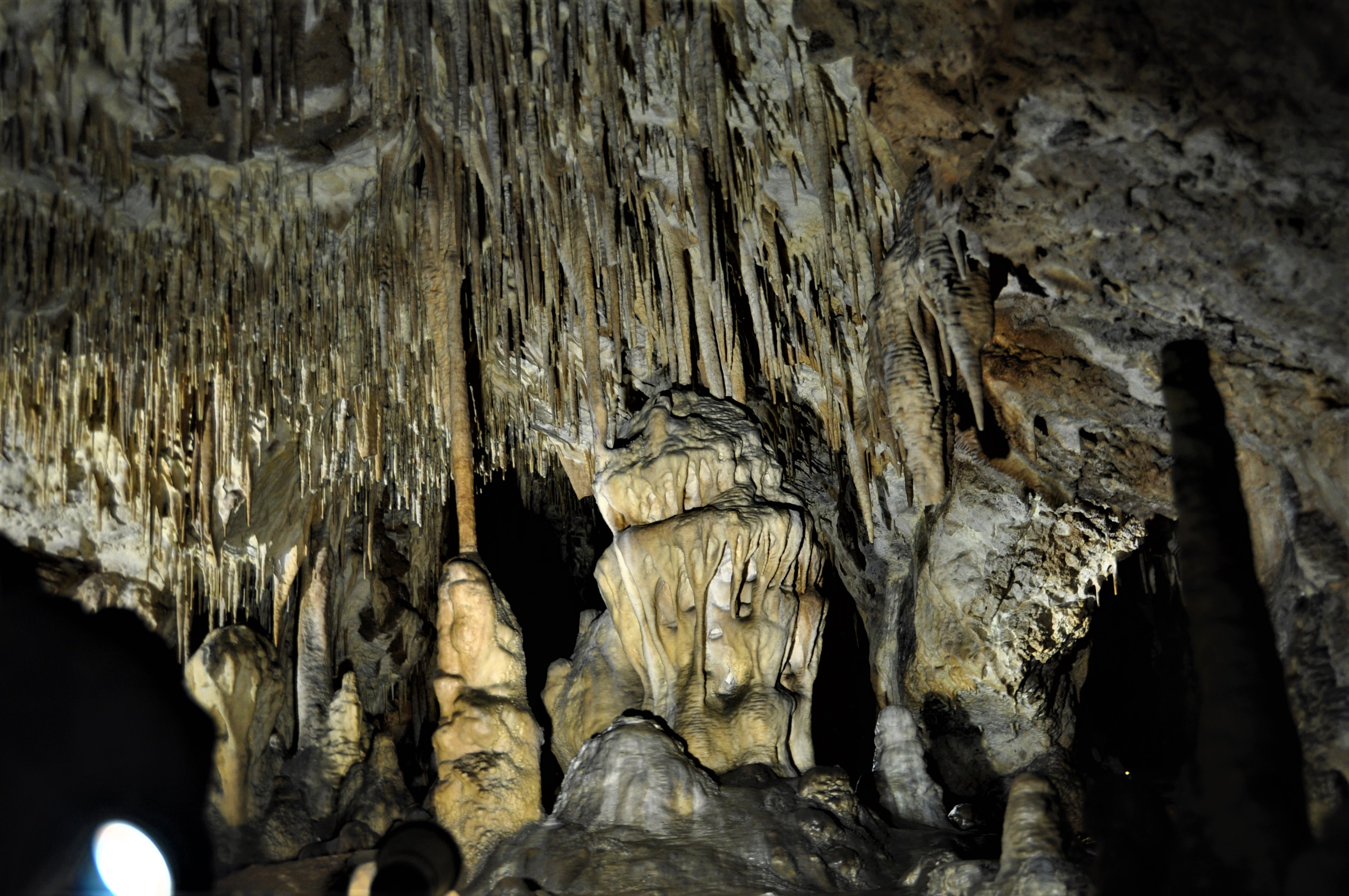
Сталактиты

Пещера образовалась в известняковых породах, которые сформировались на дне мелководного моря примерно 360 миллионов лет назад (средний девон). Формирование пещеры происходило в несколько этапов, в основном в конце третичного и в четвертичном периоде.
Около 50 тысяч лет назад пещеру населяли неандертальцы. Кремневые орудия, найденные в разных слоях пещерных отложений, указывают на то, что пещера была дважды заселена неандертальцами, представлявшими мустьерскую культуру. Это одно из самых северных мест этой культуры в Европе. В отложениях пещеры не было обнаружено человеческих останков, но было отмечено наличие зубов и костей крупных млекопитающих, таких как пещерные и бурые медведи, мамонты, пещерные гиены, шерстистые носороги, овцебыки, степные зубры, северные олени, лошади и песцы. Также были обнаружены многочисленные останки мелких позвоночных, в основном грызунов.
За последние тысячи лет вход в пещеру был полностью засыпан (что, вероятно, защитило натёчные образования пещеры). Пещера была обнаружена в конце 1963 года во время добычи камня для строительных целей на склоне горы Малик. Первыми, кто проник внутрь через трещину, оказались четверо подростков из близлежащей Ситкувки, которые нанесли значительный ущерб натёчным образованиям. После этого вход в пещеру был засыпан во избежание несчастных случаев. В 1964 году во время летних полевых работ четверо учащихся Геологического техникума в Кракове (Богдан Балдун, Збигнев Бохаевский, Влодзимеж Луцкий и Войцех Пуцек) вошли в пещеру. Через несколько дней они вернулись туда с преподавательницей Мирославой Бочаровой. Каждый раз вход в пещеру маскировали, чтобы предотвратить её опустошение. Первооткрыватели сообщили об открытии пещеры Рышарду Градзиньскому из секции спелеологии Польского общества естествоиспытателей имени Николая Коперника. Из-за её исключительных природных ценностей и в отличие от местных пещер, называемых Ад, первооткрыватели назвали её Раем. В октябре 1964 года учащиеся вместе со своим преподавателем и Р. Градзиньским провели ещё одно исследование пещеры, после чего была сделана первая фотодокументация и составлен план пещеры.
После посещения пещеры в январе 1965 года члены правления спелеологической секции уведомили об этом Государственный совет по охране природы и воеводского инспектора по охране природы. В третьем номере журнала «Przegląd Geologiczny» была опубликована статья Мирославы Бочаровой под названием: Открытие новой пещеры в Свентокшиских горах (пол. Odkrycie nowej jaskini w Górach Świętokrzyskich). После того, как информация о точном местоположении пещеры была опубликована в келецкой прессе, начался бесконтрольный осмотр достопримечательностей и дальнейшее разрушение. На основании пресс-релиза сотрудники Свентокшиского отделения Геологического института в апреле 1965 года обнаружили пещеру и приказали закрыть входную щель решёткой. В это же время проводились систематические исследования пещеры, в том числе первые стационарные исследования микроклимата пещер в Польше (ноябрь 1965 г. — ноябрь 1966 г.). Результаты показывают, что влажность воздуха в пещере близка к насыщению (96—100 %), а температура воздуха практически постоянна, колеблясь в пределах 6—8 °C в течение года.
В 1966 году было принято решение открыть пещеру для организованного туризма. Чтобы обезопасить пещеру и сделать её доступной для посетителей, был проделан большой объём горнодобывающих работ. На месте бывшего входа был построен тоннель, ведущий в пещеру и сохраняющий микроклимат внутри. Были построены тротуары и вентиляционная шахта. 5 октября 1968 года пещера была объявлена природным заповедником. В 1967—1972 годах в ходе горнодобывающих и строительно-монтажных работ по подготовке объекта к приёму посетителей проводились также археологические, палеонтологические и геологические исследования (в том числе натёчных образований).
С 1972 года пещера открыта для посетителей. Первым директором и экскурсоводом пещеры был Тадеуш Доленговский.